# Ansambl narodnih igara i pesama Srbije KOLO
Ansambl narodnih igara i pesama Srbije KOLO osnovan 15. svibnja 1948. u Beogradu  (naziv Kolo dobio 1953.), sastavljen je od profesionalnih plesača i glazbenika. Svoj zadatak, umjetnički interpretirati nekad jugoslavenske, a danas uglavnom srpske narodne plesove u zemlji i inozemstvu, ansambl vrlo uspješno ostvaruje na brojnim koncertima u Srbiji i u mnogim gradovima svih kontinenata. To mu je donijelo svjetski ugled, mnogobrojna priznanja i nagrade, među kojima su 3 prve nagrade na svjetskom natjecanju u Llangollenu (Velika Britanija, 1951.), Orden za zasluge za narod sa zlatnom zvijezom (1968.), Nagradu za najbolje muzičko-scensko ostvarenje u Beogradu (1978.), Vukovu nagradu  (1979.) i dr. Danas je ansambl Kolo jedina ustanova u Srbiji u području scensko-muzičkih djelatnosti koja čuva, njeguje i prezentira tradicionalnu umjetnost kroz igru, pjesmu, glazbu i običaje.
Osnivač, prvi direktor, umjetnički rukovodilac i najplodniji koreograf bila je od 1948. do 1965. Olga Skovran, a nju su naslijedili 1966. – 1969. Dobrivoje Putnik, Dragomir Vuković od 1970. ..., sve do današnjeg direktora Radojice Kuzmanovića.
Među suradnicima istaknuli su se ugledni skladatelji: Krešimir Baranović, Ljubomir Bošnjaković, Stevan Hristić, Mihovil Logar, Stanojlo Rajičić, Josip Slavenski, Mihailo Vukdragović, Milenko Živković i dr., a među koreografima Milica Ilijin, Ivan Ivančan, Iko Otrin, Mira Sanjina, A. Žic i dr.

## Repertoar
Od osnivanja do danas, ansambl Kolo ustrajao je u nastojanju da narodnu igru podigne na razinu visoke umjetničke interpretacije. Programi ansambla Kolo u mnogome predstavljaju uzor, model scenskog etnoprikazivanja, objedinjujući osnovne vrijednosti tradicionalne kulture. U radu se uvijek polazilo od autentičnog stvaralaštva i izdvajalo se ono što je srž i jezgra narodne umjetnosti. Djela se obrađuju uz punu odgovornost prema narodnom stvaraocu i prilagođavaju scenskim uvjetima.
Kolo ima 80 zaposlenih s umjetničkim korpusom koji čini 65 umjetnika-izvođača. U 55 godina rada repertoar ansambla Kolo obuhvatio je više od 120 koreografija, dok danas repertoar Kola obuhvaća preko 40 koreografskih djela svih etnokoreoloških područja Srbije i Crne Gore, kao i djela s područja bivše Jugoslavije u kojima živi ili je živio srpski živalj (npr. Ciganska igra iz Vojvodine, Čobansko nadigravanje - trojno, Igre iz Kninske krajine, Igre iz Podgrmečja, Igre sa Stare planine, Splet igara iz Srbije, Srpske igre iz Prizrena, Svadbeni običaji iz sela Koretište, Šta se sjaji u Jovinom dvoru, Vesele šopske igre, ...).
Repertoar obuhvaća: 
- posebne, tj. namjenske programe
- programe tradicionalne muzike i pjesama
- program starogradskih igara i pjesama
- programe etnoteatra
- scensko-glazbene programe
- koreorevije

Ansambl Kolo predstavlja i pokretni muzej. Oko 2.000 originalnih kostima neprocjenjive vrijednosti, od kojih pojedini datiraju iz 19. stoljeća, predstavljaju nacionalno blago.
Godine 2003. koncertima u zemlji i 20-odnevnim gostovanjem u Australiji (četvrtom po redu) obilježena je jubilarna, 55. umjetnička sezona (9 koncerata u Adelaideu, Canberri, Melbourneu Perthu i Sydneyu - u Sidnejskoj operi). Te godine ustanovljena je i nagrada za životno djelo Ansambla Kolo. Prvi dobitnik te nagrade bila je živa legenda Kola, gospođa Živka Đurić. Ona je u Kolo došla 1949. godine i krupnim se slovima upisala u stranice bogate umjetničke tradicije Ansambla. Bila je solist-igrač i solist-pjevač, prva Srpkinja s prostora bivše Jugoslavije koja je pjevala na engleskoj televiziji BBC. U svojoj bogatoj karijeri izvela je više od 2.500 koncerata. Godine 1968. odlikovana je Ordenom zasluga za narod sa zlatnim vijence.

## Vanjske poveznice
Službene stranice Ansambla Kolo